# Comuna Illeașivka, Trosteaneț
Illeașivka (în ucraineană Ілляшівка) este o comună în raionul Trosteaneț, regiunea Vinnița, Ucraina, formată din satele Illeașivka (reședința), Pidlisne și Krasnohirka.

## Demografie
Componența lingvistică a satului Illeașivka
     Ucraineană (99,6%)
     Alte limbi (0,4%)
Conform recensământului din 2001, majoritatea populației satului Illeașivka era vorbitoare de ucraineană (99,6%), existând în minoritate și vorbitori de alte limbi.